# Benedykt Wodziński
 Benedykt Wodziński (ur. 22 października 1859 w Grójcu, zm. 24 stycznia 1926 tamże) – inżynier, profesor budowy mostów, dziekan Wydziału Inżynierii Politechniki Ryskiej.
Urodził się 22 października 1859 w Grójcu koło Włocławka. Ukończył Szkołę realną w Poznaniu (1880). Studiował na Wydziale Inżynieryjnym Politechniki Ryskiej w latach 1880–85. Uzyskał dyplom z wyróżnieniem. W trakcie studiów został przyjęty do korporacji akademickiej Arkonia, w której pełnił m.in. funkcję prezesa.
Ukończywszy studia w 1885 r. podjął pracę przy budowie kolei transkaukaskiej i trasowaniu linii kolejowej w rejonie Tyflisu (dzisiejsze Tbilisi). Na stanowisku tym pozostawał do roku 1890. Od 1891 pracował na Politechnice Ryskiej, gdzie w latach 1891–94 był docentem przy katedrze budowy kolei, mostów i statyki wykreślnej. W latach następnych uzyskał tytuł profesora zwyczajnego budowy mostów i objął kierownictwo wspomnianej katedry. Od 1903 pełnił funkcję dziekana Wydziału Inżynieryjnego. Został wybrany przez senat uczelni, lecz nie zatwierdzony przez władze, na rektora Politechniki Ryskiej. 
Opublikował wiele prac z dziedziny budowy mostów.
Od 1918 r. przebywał w rodzinnych dobrach Grójec. Sprawował funkcję prezesa włocławskiego oddziału Związku Ziemian. 
Zmarł w rodzinnych dobrach 24 stycznia 1926 i został pochowany w pobliskim Boniewie.